# Álbuns número um na Billboard 200 em 2005

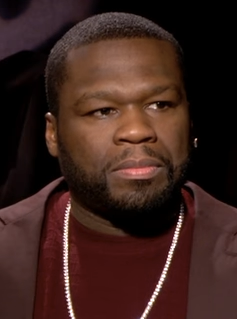
Com vendas superiores a um milhão de unidades, The Massacre, de 50 Cent, foi o álbum com a maior semana de estreia na Billboard 200 em 2005, o que ocupou a liderança por mais tempo e o segundo mais adquirido do ano no país.

Este anexo lista os álbuns número um na Billboard 200 em 2005. Todos os rankings são pesquisados e compilados pela Nielsen Soundscan com registros de vendas físicas e digitais nos EUA.
O ano de 2005 começa com o já falecido rapper 2Pac no topo da parada com seu álbum póstumo Loyal to the Game, com mais de 300 mil exemplares vendidos. Logo em seguida aparece o também cantor de rap Eminem com o disco Encore em duas semanas no topo em janeiro, assim como no final do ano com a coletânea Curtain Call: The Hits pelo mesmo período na liderança da Billboard 200.
50 Cent foi o grande destaque do ano com seis semanas consecutivas em primeiro lugar na parada dos mais vendidos nos Estados Unidos. Foram mais de 1 milhão de cópias vendidas em sua primeira semana. Coldplay segue logo atrás com três semanas no topo com X&Y, com mais de 700 mil exemplares comercializados só na primeira semana. A série Now That's What I Call Music! também teve destaque na parada com duas edições no ano, a Now 19 e Now 20, que foram os líderes por duas semanas. R. Kelly, Hilary Duff, Kanye West, Mariah Carey e Green Day também ficaram por duas semanas consecutivas ou não, em primeiro lugar no ranking.

## Histórico da parada
| Data            | Álbum                                        | Artista(s)         | Vendas aproximadas | Ref.   |
| --------------- | -------------------------------------------- | ------------------ | ------------------ | ------ |
| 1 de janeiro    | Loyal to the Game                            | 2Pac               | 330.000            | [ 2 ]  |
| 8 de janeiro    | Encore                                       | Eminem             | 430.000            | [ 3 ]  |
| 15 de janeiro   | Encore                                       | Eminem             | 198.000            | [ 4 ]  |
| 22 de janeiro   | American Idiot                               | Green Day          | 100.000            | [ 5 ]  |
| 29 de janeiro   | American Idiot                               | Green Day          | 100.000            | [ 6 ]  |
| 5 de fevereiro  | The Documentary                              | The Game           | 587.000            | [ 7 ]  |
| 12 de fevereiro | Be as You Are (Songs from an Old Blue Chair) | Kenny Chesney      | 311.000            | [ 8 ]  |
| 19 de fevereiro | The Documentary                              | The Game           | 190.000            | [ 9 ]  |
| 26 de fevereiro | Seventeen Days                               | 3 Doors Down       | 231.000            | [ 10 ] |
| 5 de março      | Genius Loves Company                         | Ray Charles        | 224.000            | [ 11 ] |
| 12 de março     | O                                            | Omarion            | 182.000            | [ 12 ] |
| 19 de março     | The Massacre                                 | 50 Cent            | 1.140.000          | [ 13 ] |
| 26 de março     | The Massacre                                 | 50 Cent            | 771.000            | [ 14 ] |
| 2 de abril      | The Massacre                                 | 50 Cent            | 364.000            | [ 15 ] |
| 9 de abril      | The Massacre                                 | 50 Cent            | 329.000            | [ 16 ] |
| 16 de abril     | The Massacre                                 | 50 Cent            | 211.000            | [ 17 ] |
| 23 de abril     | The Massacre                                 | 50 Cent            | 165.000            | [ 18 ] |
| 30 de abril     | The Emancipation of Mimi                     | Mariah Carey       | 404.000            | [ 19 ] |
| 7 de maio       | Something to Be                              | Rob Thomas         | 252.000            | [ 20 ] |
| 14 de maio      | Devils & Dust                                | Bruce Springsteen  | 222.000            | [ 21 ] |
| 21 de maio      | With Teeth                                   | Nine Inch Nails    | 272.000            | [ 22 ] |
| 28 de maio      | Stand Up                                     | Dave Matthews Band | 465.000            | [ 23 ] |
| 4 de junho      | Mezmerize                                    | System of a Down   | 453.000            | [ 24 ] |
| 11 de junho     | Out of Exile                                 | Audioslave         | 263.000            | [ 25 ] |
| 18 de junho     | The Emancipation of Mimi                     | Mariah Carey       | 172.000            | [ 26 ] |
| 25 de junho     | X&Y                                          | Coldplay           | 737.000            | [ 27 ] |
| 2 de julho      | X&Y                                          | Coldplay           | 323.000            | [ 28 ] |
| 9 de julho      | X&Y                                          | Coldplay           | 181.000            | [ 29 ] |
| 16 de julho     | Somewhere Down in Texas                      | George Strait      | 245.000            | [ 30 ] |
| 23 de julho     | TP.3 Reloaded                                | R. Kelly           | 491.000            | [ 31 ] |
| 30 de julho     | TP.3 Reloaded                                | R. Kelly           | 139.000            | [ 32 ] |
| 6 de agosto     | Now That's What I Call Music! 19             | Vários artistas    | 436.000            | [ 33 ] |
| 13 de agosto    | Now That's What I Call Music! 19             | Vários artistas    | 236.000            | [ 34 ] |
| 20 de agosto    | Fireflies                                    | Faith Hill         | 329.000            | [ 35 ] |
| 27 de agosto    | Chapter V                                    | Staind             | 185.000            | [ 36 ] |
| 3 de setembro   | Most Wanted                                  | Hilary Duff        | 208.000            | [ 37 ] |
| 10 de setembro  | Most Wanted                                  | Hilary Duff        | 101.000            | [ 38 ] |
| 17 de setembro  | Late Registration                            | Kanye West         | 860.000            | [ 39 ] |
| 24 de setembro  | Late Registration                            | Kanye West         | 283.000            | [ 40 ] |
| 1 de outubro    | The Peoples Champ                            | Paul Wall          | 176.000            | [ 41 ] |
| 8 de outubro    | Ten Thousand Fists                           | Disturbed          | 238.000            | [ 42 ] |
| 15 de outubro   | All Jacked Up                                | Gretchen Wilson    | 264.000            | [ 43 ] |
| 22 de outubro   | All the Right Reasons                        | Nickelback         | 317.000            | [ 44 ] |
| 29 de outubro   | Unplugged                                    | Alicia Keys        | 196.000            | [ 45 ] |
| 5 de novembro   | I Am Me                                      | Ashlee Simpson     | 220.000            | [ 46 ] |
| 12 de novembro  | Number 1's                                   | Destiny's Child    | 113.000            | [ 47 ] |
| 19 de novembro  | Now That's What I Call Music! 20             | Vários artistas    | 378.000            | [ 48 ] |
| 26 de novembro  | The Road and the Radio                       | Kenny Chesney      | 470.000            | [ 49 ] |
| 3 de dezembro   | Confessions on a Dance Floor                 | Madonna            | 350.000            | [ 50 ] |
| 10 de dezembro  | Hypnotize                                    | System of a Down   | 320.000            | [ 51 ] |
| 17 de dezembro  | Now 20                                       | Vários artistas    | 158.000            | [ 52 ] |
| 24 de dezembro  | Curtain Call: the Hits                       | Eminem             | 441.000            | [ 53 ] |
| 31 de dezembro  | Curtain Call: the Hits                       | Eminem             | 323.700            | [ 54 ] |